# ウイスキー
ウイスキー（英: whisky、愛/米: whiskey）は、蒸留酒の一つ。大麦、ライ麦、トウモロコシなどの穀物を麦芽の酵素で糖化し、これをアルコール発酵させ蒸留したものである。元々はイギリスおよびアイルランドの特産品であったが、現在では多くの国で生産されている。
日本語ではウィスキーとも表記される（ウヰスキーとも）。日本の酒税法上の表記は「ウイスキー」であり、国税庁も「ウイスキー」の表記を用いている。漢字を当てて火酒、烏伊思幾とも書かれた。
またスコッチ・ウイスキーは whisky、アイリッシュ・ウイスキーは whiskey と表記される。

## 語源
"whisky" または "whiskey"の名称は、蒸留アルコールを意味するラテン語の "aqua vitae" （アクア・ウィタエ、「命の水」の意）に由来する。スコットランドやアイルランドにアルコールの蒸留技術が伝わると、それぞれの地域で使われるゲール語やアイルランド語に逐語翻訳されて、"uisge beatha" や "uisce beatha" （ウィシュケ・ビャハ、同様に「命の水」の意）となり、その後、「水」の部分 "uisce" または "uisge" （ウィシュケ）が訛って "whisky" （ウィスキー）になったと考えられている。英語の初期には、uskebeaghe（1581年）、usquebaugh（1610年）、usquebath（1621年）、usquebae（1715年）と、綴りのブレが見られる。
なお、ラテン語の "aqua vitae"（「命の水」）を名称由来とする酒名はウィスキーだけではなく、例えばブランデーのフランス語 "eau-de-vie"（オードヴィー）、ウォッカの、ポーランド語やロシア語由来の原語 "wodka" （ヴトゥカすなわちウォッカ）、ジャガイモを原料とする蒸留酒アクアビット "Akvavit"（デンマーク語およびノルウェー語）、"Aquavit"（ドイツ語） も同じ「命の水」に由来する派生語である。
Whiskeyの語源に関しては他に俗説として、1170年にイングランド王ヘンリー2世がエール（アイルランド）に侵攻した時、接収した修道院から酒の小樽を発見したイングランド兵が、仲間のもとへ矢のように飛んで（to wisk）帰り、報告したことから、Whiskeyとして広まったというものがある。

### whiskyとwhiskey
ウィスキーの英語表記には、"whisky" と "whiskey"の二通りの綴りがある。この問題について2つの考えがある。1つは単純に地域の言語的規則の問題であり、スペリングは意図する対象者、背景、ライターの個人的な好みによって選択して良いというものである。もう1つは、その製品の伝統や精神を守るために綴りには拘るべきというものであり、少なくとも、ラベルに印刷された正しい名前を引用するとき、そこに印字された綴りは変えるべきではないという一般的なルールがある。
whiskeyの綴りは、アイルランドとアメリカ合衆国では一般的だが、whiskyは、他の全てのウイスキー生産国で使用されている。そのアメリカでも元から使用法が一貫していたわけではなく、新聞のスタイルガイドが導入される前の18世紀後半から20世紀半ばまでは、両方のスペルが用いられていた。1960年代以降、アメリカのライターたちは、アメリカ国内または国外での製造に限らず、穀物由来の蒸留酒を、whiskeyとして使用するようになった。ただし、ジョージ・ディッケル、メーカーズ・マーク、オールド・フォレスターなどの有名なアメリカン・ウィスキーのブランドでは、whiskyの綴りが使用されており、全体を通して見てもwhiskyの使用は少なくない。

## 定義
ウイスキーについて、世界共通の明確な定義があるわけではないが、各国の法制度上、種々の目的から定義されていることがある。

### 日本
日本においては、酒税法3条15号において、次のように定義されている。
十五 ウイスキー 次に掲げる酒類（イ又はロに掲げるものについては、第九号ロからニまでに掲げるものに該当するものを除く。）をいう。
イ 発芽させた穀類及び水を原料として糖化させて、出芽酵母により発酵させたアルコール含有物を蒸留したもの（当該アルコール含有物の蒸留の際の留出時のアルコール分が九十五度未満のものに限る。）
ロ 発芽させた穀類及び水によつて穀類を糖化させて、発酵させたアルコール含有物を蒸留したもの（当該アルコール含有物の蒸留の際の留出時のアルコール分が九十五度未満のものに限る。）
ハ イまたはロに掲げる酒類にアルコール、スピリッツ、香味料、色素または水を加えたもの（イ又はロに掲げる酒類のアルコール分の総量がアルコール、スピリッツ又は香味料を加えた後の酒類のアルコール分の総量の百分の十以上のものに限る。）。
上記定義から除かれている「第九号ロからニまでに掲げるもの」とは次のものであり、ウォッカ、ラム、ジン等のスピリッツが除外されていることになる。
ロ しらかばの炭その他政令で定めるものでこしたもの
ハ 含糖質物（政令で定める砂糖を除く。）を原料の全部又は一部としたもので、そのアルコール含有物の蒸留の際の留出時のアルコール分が九十五度未満のもの
ニ アルコール含有物を蒸留する際、発生するアルコールに他の物品の成分を浸出させたもの

### 欧州連合
欧州連合（EU）においては、スピリッツ飲料の定義、記述、展示、ラベル表示および地理的表示保護ならびに理事会規則（EEC)1576/89号の廃止に関する2008年1月15日欧州議会・理事会規則（EC)110/2008号別紙II第2項において、ウイスキー（whiskyまたはwhiskey）が、次のように定義されている。
2. whiskyまたはwhiskey
(a) whiskyまたはwhiskeyは、専ら次に掲げるものにより製造されたスピリッツ飲料である。
(i) 発芽させた穀物から他の穀物の全粒の併用の有無を問わず作られたマッシュであって、
― そこに含まれるモルトのジアスターゼにより他の天然の酵素の併用の有無を問わず糖化され、
― 酵母の作用により発酵されたもの
の蒸留
(ii) 蒸留液が用いられた原料に由来する香りおよび味を有するよう、94.8%未満の分量となる一または複数の蒸留
(iii) 最終蒸留液の容量700リットル未満の木製樽における3年以上の熟成
(b) whiskyまたはwhiskeyの分量による最低アルコール強度は40%とする。
(c) 希釈化の有無を問わず、別紙I (5) に定義されるアルコールの添加は一切なされないものとする。
(d) whiskyまたはwhiskeyは、甘味付けまたは香り付けをされないものとし、かつ、着色のために用いられる無味カラメル以外の添加物を含まないものとする。

### アメリカ合衆国
アメリカ合衆国においては、連邦規則集第27編第1章A節第5款C目5.22条(b)項柱書において、ウイスキー（whisky）が次のように定義されている。
5.22条 同一性の基準
この条に規定される蒸留スピリッツの種々の種類および種別の基準は、以下のとおりとする（5.35条 種類および類型も参照）。
(a)（略）
(b)第二種；ウイスキー。「ウイスキー」は、発酵した穀物のマッシュからのアルコール蒸留液であって、190度プルーフ未満に、蒸留液が一般にウイスキーが有するとされる味、香りおよび特性を備える方法によって製造され、オーク樽に保存され（ただし、コーン・ウイスキーはそのように保存されることを要しない。）、かつ、80度プルーフ以上で瓶詰めされたものであり、さらに、特定の同一性の基準が規定されていない蒸留液の混合物をも含む。（略）

## 歴史
下記ではウイスキーが誕生したとされる15世紀以前の「蒸留」及び「蒸留酒」についても触れる。また、個々の地域のウイスキーや、ブランドの詳細な歴史については当該の記事を参照のこと。
蒸留という技術について、古いものでは紀元前2000年頃のメソポタミアのバビロニア人が行っていた可能性が指摘されている。しかし、確定しているわけではなく、根拠の妥当性が争われている。最も初期の化学蒸留は西暦1世紀のアレクサンドリアの古代ギリシャ人によるものだが、これはアルコールの蒸留ではない。一説に、最初の蒸留アルコールの精製は、8世紀から9世紀にかけて中東で行われたものとされている。その後、蒸留技術は、十字軍遠征を通して中世アラブ人から中世ラテン人に伝播し、12世紀初頭にラテン語で最も古い記録が残された。
アルコールの蒸留がいつから行われていたかには諸説あるが、現代のルーツとされる最古の記録は、13世紀のイタリアにおいて、ラモン・リュイ（1232-1315年）による、ワインからアルコールを蒸留させたものである。その技術は、中世の修道院に広がり、主に疝痛や天然痘の治療用の医療目的で利用された。
15世紀までにはアイルランドとスコットランドにも蒸留技術が伝播するが、当初は当時の他のヨーロッパ地域と同じく、アルコール蒸留は薬用目的であり、ラテン語で「命の水（aqua vitae、アクア・ウィタエ）」と呼ばれた（その後、名前がウィスキーになった経緯については#語源の通り）。そして、蒸留技術は、当時の専門家集団である理髪外科医ギルドを介して修道院で行われるものから、一般社会でも行われる時代へと移り変わっていく。
ウィスキーの起源についてはアイルランド説とスコットランド説が古くから知られているが、共に15世紀以前に根拠を求めるものは裏付けに乏しい（詳細はアイリッシュ・ウィスキーとスコッチ・ウィスキーを参照）。アイルランドにおけるウイスキー最古の言及史料は、17世紀に成立した『クロンマクノイズ年代記』であり、1405年の首長の死因はクリスマスに「命の水（アクア・ヴィテ）を暴飲したからだ」とある。一方、スコットランド説の場合は、1494年に「王命により修道士ジョン・コーに8ボルのモルト（麦芽）を与えてアクアヴィテを造らしむ」（8ボルはボトル約500本分に相当）が最古の根拠であり、これは同時にウィスキーに関する最古の文献である。
1506年、スコットランド王ジェームズ4世（1488年-1513年）がスコッチウィスキーを好むと伝えられると、ダンディーの町は当時の生産を独占していた理髪外科医ギルドの外科医からウイスキーを大量に購入した。また1536年から1541年にかけて、イングランド王ヘンリー8世が修道院を解散させると、独立した修道士たちは自身の生活費を稼ぐためにウィスキーの製法を市井に伝え、ウイスキーの生産は修道院から個人の家や農場へと移った。
後述の密造時代に樽熟成の技法が確立するまでは

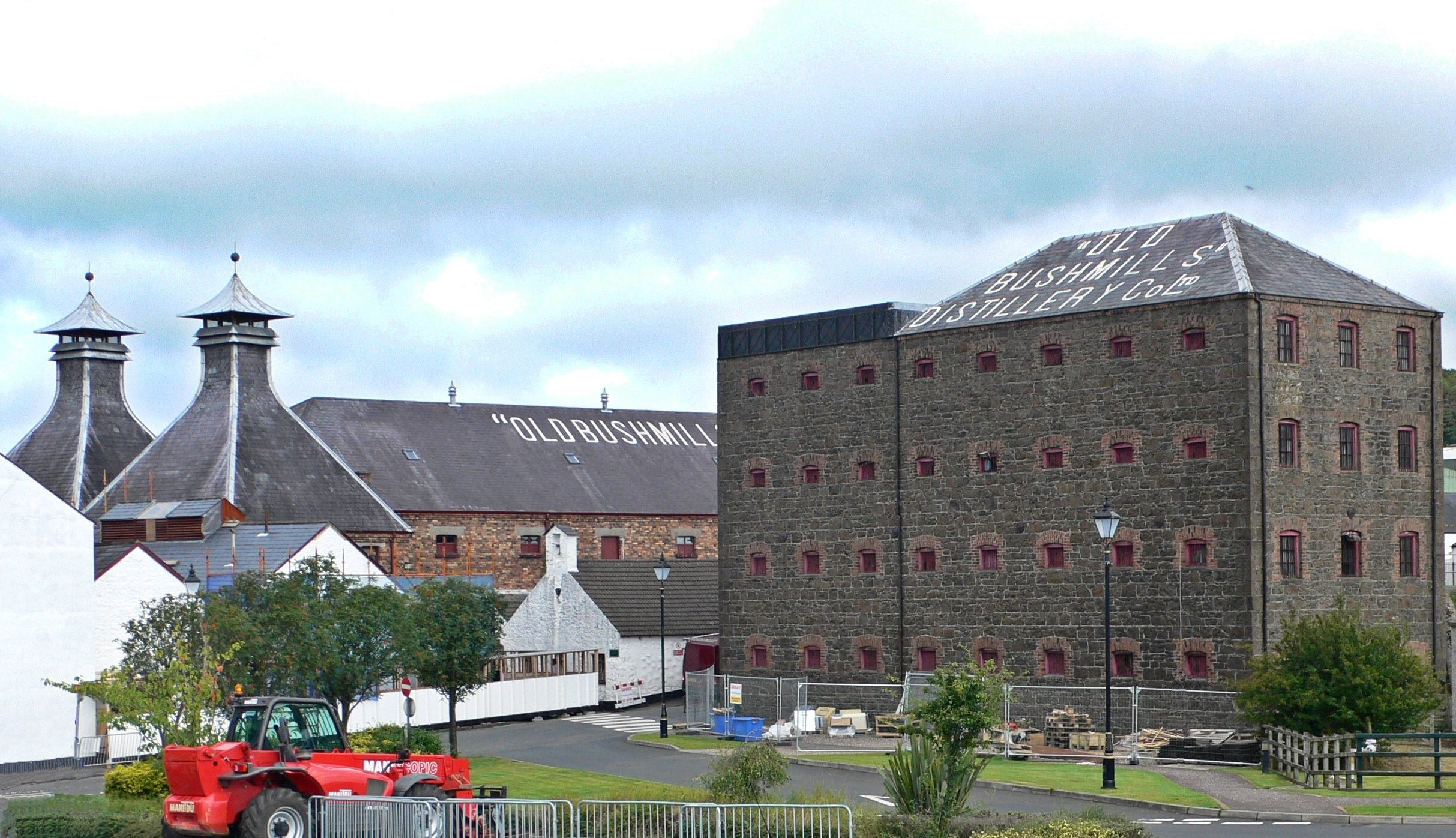
1608年に操業を開始した北アイルランドのウイスキー蒸溜所

まだ製法が確立していなかったこの頃のウィスキーは、後述の密造時代に樽熟成の技法が確立するまでは、他の穀物原料の蒸留酒（スピリッツ）と同じく熟成させるものではなかった。現代に知られるものと比べ、色は無色透明で、味はドライかつ荒々しかった（現代でいうニューポットである）。
1608年、北アイルランドのオールド・ブッシュミルズ蒸溜所は、ウイスキー蒸留の許可をイングランド王ジェームズ1世から得て操業を開始した（正式な登録記録は1784年）。同蒸留所は、世界で最も古く認可されたウイスキー蒸留所を名乗っている。

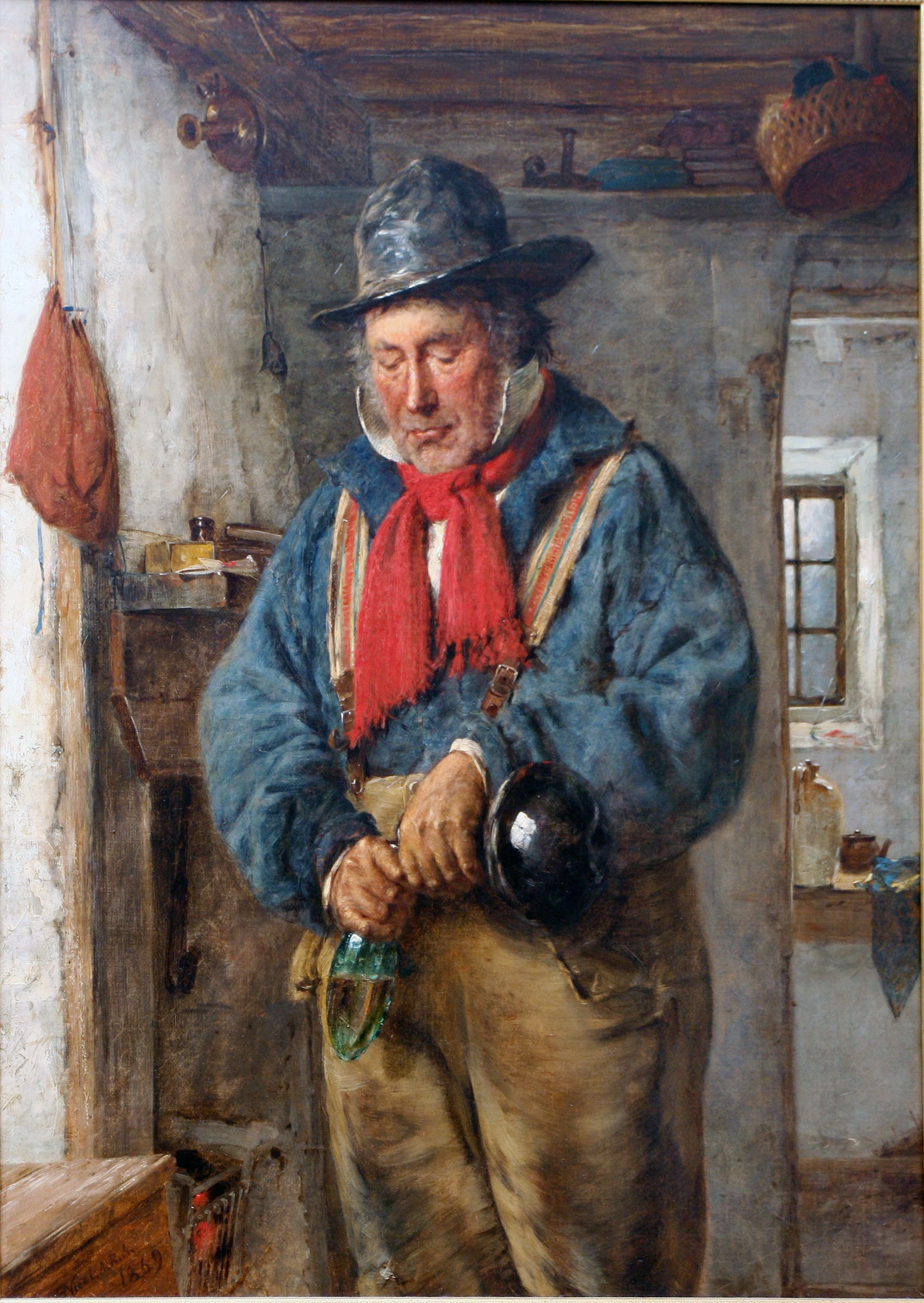
器にウィスキーを注ぐ人を描いた絵（1869年、スコットランドの画家アースキン・ニコル）

1707年、合同法によってイングランドとスコットランドが合併（グレートブリテン王国の成立）すると、スコットランドの蒸溜所に最初の課税が行われる。これはスコットランドの酒造に不公平な重税であり、以降、さらに様々な名目で税金が引き上げられていった。1725年のイギリス麦芽税が施行される頃には、スコットランドの蒸溜所のほとんどは廃業するか、地下に潜って密造するようになっていた（密造時代）。密造業者や生産数を過小申告して誤魔化したい正規事業者は、政府の徴税官や取締官の目から逃れるために、煙が見えなくなる夜にウィスキーの蒸留を行い、祭壇の下や棺の中など、様々な場所に樽に入れたウィスキーを隠した。この頃のスコットランドのウイスキー生産量の半分以上は違法酒だったと推定されている。
この密造時代に、樽での長期保管によってウィスキーはマイルドなものとなり、また、樽（特にシェリー樽）の香りや風味が加わり、現代に知られる琥珀色を帯びるようになった。以降、密造時代が終わりを迎えた後も、樽で熟成させるという工程がウィスキー製法の重要な要素となる。また、この製法はアイルランドにも広まった。
アメリカでは、アメリカ独立戦争（1775年-1783年）の間、通貨の代わりとしてウィスキーが取引されていたことがある。ジョージ・ワシントンも、1797年の大統領辞任後にマウントバーノンで大規模な蒸留所を運営していた。イギリス植民地時代のアメリカにおいては、イギリスとの距離や大陸内での貧弱な輸送インフラを考えると、アイルランドやスコットランドからの入植者たちは自分たちでライ麦などを原料にしたウィスキーを製造し、自らの市場に供給する方が有益だと考えるようになった（アメリカン・ウイスキーの始まり）。同時に、当時のウィスキーは非常に需要の高い物品であり、1791年に追加の酒税が課されると、ウィスキー税反乱が起こった。これは最終的に鎮圧されるが、課税を逃れるために、当時はアメリカ合衆国連邦政府の管轄外であったケンタッキーやテネシーに作り手たちは移住し、当地で採れるトウモロコシを原料としたバーボンが生産されるようになる。また、同様にして国境を越えてカナダに逃れた作り手たちもいた（カナディアン・ウイスキーの始まり）。
1823年にイギリスは密造が横行していたウィスキー蒸溜所を合法化する目的で、新たな酒税法を可決し、蒸溜所を政府の許可制とすることでスコットランドにおける密造時代は終焉を迎えた（ただし、可決当時は密造業者たちからの評判は悪かった）。この時、最初に政府の許可を得たのが1824年操業のグレンリベット蒸留所である。俗説の一つとして、当時のイギリス国王ジョージ4世がスコットランドを訪れた際に、密造だったグレンリベットを飲み、これが税法改正に繋がったというものがある。
1831年、アイルランド出身のイーニアス・コフィーはカフェ式蒸留（連続式蒸留器の一種）の特許を取得し、より安価で効率的なウィスキー蒸留を確立した。これによって、それまでのモルト・ウィスキーと異なるトウモロコシなどの穀類を原料とするグレーン・ウィスキーが製造されるようになる。また1850年、アンドリュー・アッシャーは、伝統的なポットスチル（単式蒸留器）によるウィスキー（モルト・ウィスキー）と新しいカフェ式の連続蒸留器によるウィスキー（グレーン・ウイスキー）を混ぜたブレンデッド・ウイスキーの生産を開始した。この新しい蒸留方法は、伝統的なポットスチルを重視したアイルランドの蒸溜所では拒絶され、一部の蒸留所で採用されるに留まった。また、多くのアイルランド人は、新たな製法によるウィスキーを、ウィスキーとは呼べないと非難した（アイリッシュにとってウィスキーとはモルト・ウィスキーのみを指した）。一方でスコットランド（特にローランド）では広く採用され、1824年に操業開始したキャメロン・ブリッグ蒸留所は、1830年には連続式蒸留器を用いて世界で最初にグレーン・ウイスキーの生産を開始した。ブレンデッド・ウィスキーの生産もスコットランドで活況を帯びた。その万人受けする酒質は、それまでスコットランドの地酒扱いに過ぎなかったスコッチがイングランドなどの他地域でも飲まれるきっかけとなり、ブレンデッド・ウイスキーはスコッチの代名詞ともなる。アメリカでも南北戦争終了後に、連続式蒸留機が広く採用されて大規模生産の時代に突入し、1866年に政府公認第1号の蒸留所となるジャック・ダニエル蒸留所が建設された。
この頃、主要な酒といえばワインやブランデーであり、英国の首都ロンドンも例外ではなかった。しかし、1880年代までには、1860年代から始まるフィロキセラ病害虫によってフランスのワインやブランデー産業が壊滅したことで（19世紀フランスのフィロキセラ禍）、その代用としてウィスキー需要が高まり、世界的に多くの市場で主要な酒となった。
20世紀初頭のアメリカ禁酒法時代（1920-1933）においては、国内で全てのアルコール販売は禁止されていた。しかし、連邦政府は、医者によって処方されたウィスキーは例外とし、認可薬局で売られることとなった。この間に、ウォルグリーンの薬局チェーンは、20店から約400店に増えた。また、この禁酒法によってアメリカン・ウィスキーは元より主要輸出元であったスコッチやアイリッシュも大打撃を受けた。一方で、それまで粗悪品の代名詞であった隣国カナダのカナディアン・ウィスキーが密輸などで活性化した。

### 日本の歴史
日本における最初の受容は、1853年の黒船来航の際、江戸幕府側の役人や通訳がサスケハナ号に乗船した時にウイスキーが振る舞われたものとされている。その後、在日外国人向けの輸入ウイスキーの英字広告が1861年のジャパンヘラルド紙に見られ、また、1871年には日本人向けに「猫印ウヰスキー肩張丸形壜」がカルノー商会によって輸入されていた記述が1915年出版の日本和洋酒罐詰新聞社『大日本洋酒罐詰沿革史』にある。当時、日本産のウィスキーと言えば、安価な輸入アルコールに砂糖や香料を加えた「模造ウィスキー」と呼ばれる粗悪品しかなかった。
本格的な国産ウィスキーを目指したのが鳥井信治郎と竹鶴政孝であり、1918年にスコットランドへ留学してウィスキー製造を学んだ竹鶴の下で、1923年に日本初のモルト・ウィスキー蒸留所（山崎蒸溜所）の建設が始まり、1929年に国産第一号となる「サントリーウヰスキー白札」（現在のサントリーホワイト）が販売された。また、その後、竹鶴は更に本格的なスコッチ・ウィスキーの生産を目指し、1934年に余市蒸溜所を設立する。これらがジャパニーズ・ウイスキーの始まりとされる。

## 一般的な製法
麦を発芽させ、その麦芽に含まれる酵素を利用してデンプンを糖化させる。この方法自体はビールの仕込みとほぼ同じであり、これを濾過して麦汁（ばくじゅう）を得、これを出芽酵母によって発酵させると、アルコール度数7〜8%の「ウォッシュ」(Wash) と呼ばれる液体となる。これを単式蒸留器で蒸留する。一般に、複数回の蒸留を終えた際のアルコール度数は60〜70%で、色は無色透明である（これをニューポットと呼ぶ）。
蒸留液は木製の樽（樽を用いた熟成）に詰められ、数年以上エイジングして熟成させることによって豊かな風味と色を呈する。スコッチ・モルト・ウイスキーでは通常、素材にオークが用いられる。ウイスキーの色や香りには樽の材料のオークに含まれるポリフェノールの一種（タンニン）が寄与している。同時に樽の木に含まれるタンニンは滓（おり）下げ剤としてウイスキーの透明感や味にも役割を果たしている。
ウイスキー原酒は熟成により、樽毎に異なる風味に仕上がるものであり、最終的にはこのいくつかの樽の原酒を調合し、香味を整えてから度数40%程度まで加水し、瓶詰めされ出荷される。また、低価格品でも高級品でも、同一メーカーであれば同じ原料と同じ製法であるところが、日本酒やワインなどの醸造酒とは大きく異なる点である。
21世紀においては、ウイスキーを分子レベルで分析して植物・果実などから抽出した成分を添加したり、ウイスキーの中に木材を入れて圧力をかけたりして熟成工程に代え、最短1日という短期間で風味を出す新興企業もアメリカ合衆国にはある。

## 飲み方
飲み方は多様。そのままで（ストレート）、または水で割り（水割り）、もしくは氷を入れて（オン・ザ・ロック＜クラッシュ＞）飲むほか、カクテルの材料として加えられることもある。
- ウイスキーはアルコール濃度が高く（最低でも37%以上）、ストレートで飲む場合、水をともに用意し、ウイスキーと水とを交互に飲む作法がある（この水はチェイサーと呼ばれる）。風味をストレートで嗜（たしな）んだ後の、重厚な舌触りや圧倒的な香気に覆い包まれた口中に水を含み呑むことで、清涼感の拡がる中に香味の余韻が際立ち、また消化器への刺激も軽減できる。
- 水割りでは、水とウイスキーの比によって、様々に変化する味わい、まろやかさを堪能できる。特にウイスキーと常温の水とを1対1で割る「トワイス・アップ」（氷は加えない）は、ブレンダー（調合師）がウイスキーの試飲の際に用いる飲用法であり、適度にアルコールの強い香気を丸め、ウイスキーに含まれる味や香りを引き出し堪能する飲み方として、愛飲家は重んじている。そしてオン・ザ・ロックは氷が融けるにつれて変化する味を楽しむことができる。
- このほか日本においては、口当たり良い食中酒としてウイスキーに親しんできた独特の飲用文化から、水の比を多くした水割りも好まれる。
- もちろんカクテルの材料としてもウイスキーを楽しめるが、その中で最もポピュラーなのは炭酸水割りのハイボール（ウイスキー・ソーダ）である。その他のウイスキーベースのカクテルとしてはカクテルの女王と呼ばれているマンハッタンやウイスキーをコーラで割ったコークハイ（ウイスキー・コーク）、バーボン・ウイスキーを生クリームで割ったカウボーイなどがある。
- ステーキなどの肉料理のフランベにもブランデーなどと同様の使われ方をする。

## ウイスキーの種類

### 材料による分類

#### モルト・ウイスキー
スコッチ・ウイスキーにおいては大麦麦芽（モルト）のみを原料とし、単式蒸留器で2回（ないし3回）蒸留することで得られるウイスキー。少量生産に適しており、伝統的な製法。もっとも、大量生産や品質の安定が難しい。アメリカン・ウイスキーにおいては、大麦が原料の51%以上を占めるものを指す。なお、アメリカン・ウイスキーにおいては大麦のみを原料とするものをシングル・モルトウイスキーと呼ぶが、スコッチ・ウイスキーにおいては1つの蒸留所で作られたモルトウイスキーのみを瓶詰めしたものを指す。

#### グレーン・ウイスキー
トウモロコシ、ライ麦、小麦などの穀物(grain)を主原料に、大麦麦芽を加えて糖化・発酵させたものを、連続式蒸留機による蒸留を経て得られるウイスキー。モルトウイスキーと比較して、連続式蒸留機を用いるため、大量生産に向き、強い香味がなく飲みやすい。飲みやすいが特徴がないため、通常はブレンデッドウイスキーにモルトウイスキーの風味を和らげる目的で加えられる。しかし高級モルトウイスキー同様の長期熟成を行ったシングル・グレーンの最終商品も稀少ながら発売されている。また、ニッカカフェモルトのようにグレーン・ウイスキーでありながら原材料にモルトだけを使用し、カフェスチル蒸留機を用いて蒸留された銘柄も存在する。

#### ブレンデッド・ウイスキー
スコッチ・ウイスキーにおいては、モルト・ウイスキーとグレーン・ウイスキーをブレンドしたもの。大量生産や品質の安定に適している。また、ブレンドに用いる原酒の中でも、特に香味の中核を担うモルトウイスキーのことを「キーモルト」と呼ぶ。アメリカン・ウイスキーにおいては、ストレート・ウイスキーに他のウイスキーまたはスピリッツを混ぜたものを指す。

#### ライ・ウイスキー
主に北アメリカで生産される。ライ麦を主原料とする。カナダとアメリカ合衆国ではそれぞれ定義が異なる。

#### コーン・ウイスキー
原材料の80%以上にトウモロコシを用い、中古のノンチャードオーク樽又はそれ以外の樽で熟成したもの若しくは熟成していないものを指す。

### 産地による分類
産地などによって原材料や製法に違いが見られ、そのため以下のように区別される。スコッチウイスキー、アイリッシュウイスキー、アメリカンウイスキー、カナディアンウイスキー、ジャパニーズウイスキーが、日本では世界の五大ウイスキーとされる。ただし、ジャパニーズウイスキーを含めることについては、日本のメーカーだけが主張している可能性、スコットランドの一般人がこのような認識を持っていない可能性を指摘する意見もある。

#### スコッチ・ウイスキー
英国北部のスコットランドで造られるウイスキーをスコッチ・ウイスキーまたは単にスコッチと呼ぶ。

#### アイリッシュ・ウイスキー
アイルランド島（アイルランド共和国と英領北アイルランド）で造られるウイスキーをアイリッシュ・ウイスキーと呼ぶ。大麦麦芽のほか、未発芽の大麦やライ麦、小麦なども原料として使用する。
最大の特徴は、ピートによる燻蒸を行わないことと、単式蒸留器による蒸留回数が3回であること。これにより、一般的なスコッチウイスキーよりもまろやかな味わいに仕上がる。

#### ウェルシュ・ウイスキー
古くから英国ウェールズでもウイスキーは製造されていたが、1894年に一度この歴史が途絶えた。2000年に製造が再開され、2004年3月1日に出荷された。

#### イングリッシュ・ウイスキー
イングランド（ウェールズを除く）でも1910年頃までなんらかの蒸留所が稼働していたが、ウイスキー蒸留所としての正確な記録はほとんど残っていない。およそ100年間の空白後、2006年にウイスキー専門の蒸留所であるセント・ジョージ蒸留所が稼働し、イングランドのウイスキー製造が復活した。
2018年現在では蒸留所のバリエーションがなく、イングリッシュ・ウイスキーの特徴と呼べるものは未だない。製法はオーソドックスなスコッチ・ウイスキーに準じたものとなっているが、単式蒸留器で二回蒸留後のニューポットをアルコール度数の調整をせずに樽詰めするため、樽出しのボトルはスコッチよりアルコール度数がわずかに高くなるのが今のところの特色となっている。

#### アメリカン・ウイスキー
アメリカ合衆国で醸造されるウイスキー。地域によって差があるが、他の地域のウイスキーではあまり用いられないトウモロコシを原料として用いる特色がある。
バーボン・ウイスキー
ケンタッキー州バーボン郡を中心に造られるもので、単にバーボン (Bourbon) とも呼ばれる。トウモロコシを主原料とし（含有率は51%以上79.99%まで。80%以上はコーン・ウイスキーとして扱われ、また50%を下回ることは認められない）、内側を焼き焦がしたオーク樽で2年以上熟成させる。
テネシー・ウイスキー
テネシー州を中心に造られているウイスキー。広義のバーボン・ウイスキーに含まれることもある。バーボンとの違いは、蒸留したばかりの原酒を樽詰めにして熟成させる前に同州産のサトウカエデの炭で濾過する工程が加わる。有名なブランドには「ジャックダニエル」(Jack Daniel's) などがある。

#### カナディアン・ウイスキー
カナダ原産。トウモロコシを主原料とするベース・ウイスキーとライ麦を主原料とするフレーバリング・ウイスキーをブレンドして作られ、アイリッシュ・ウイスキーより更におとなしい風味であることが一般的。一方で、少数だがスコッチスタイルのウイスキーも生産されている。

#### ジャパニーズ・ウイスキー
日本産。1918年よりスコットランドに留学した竹鶴政孝によってスコッチ・ウイスキーの伝統的製法が持ち帰られたことが端緒である。竹鶴は壽屋（現：サントリーホールディングス）に在籍し、1923年開設の山崎蒸溜所の初代所長となり、のちにニッカウヰスキーを創業した人物である。
当初竹鶴の目指した本格的なウイスキー（サントリーホワイト）は高価格に加え、ピート（泥炭）の香りの効いたスコッチ直系の重厚な風味が逆に敬遠されて、当時の日本人の嗜好には合わず、庶民が好むものは、トリスをはじめとした安価で（本場のウィスキーから見れば）あまり質の良くないウイスキーであった。竹鶴の目指した本格的なスコッチ・ウイスキーが、広く庶民にも好まれるようになったのは、戦後の高度成長期以降である。
サントリーとニッカの両社は独自の発展を遂げ、技術も向上し21世紀初頭には国際的な品評会で高い評価を収めることが増えている。

#### その他の産地
イギリスの植民地において滞在するイギリス人向けにスコッチ・ウイスキーの製法に準じたウイスキーが生産されているが、気候の違いによりスコットランドとは味が異なるとされる。これらは製法が同じでもスコットランドでは、製造されていないため、現代ではオリジナルブランドとして流通している。
大陸ヨーロッパ
ビールが生産されているドイツやベルギーなどの地域では大麦が大規模に栽培されているため、少量であるがウィスキーも生産されている。
ドイツではスコッチ・ウイスキーの原酒を国内で熟成・ブレンド・瓶詰めしたレベルの高いウイスキーを生産している。
フランスの蒸留酒はブランデーが主流であるが、近年ではウイスキーも生産されている。
オランダではダッチ・ウイスキーが少量生産されている。
フィンランドではライ・ウィスキーを生産するキュロ蒸溜所が2014年に販売を開始した。
アジア
台湾
台湾の飲料企業「金車(King Car)」のウイスキー「カバラン」は、2008年からリリースされた。熟成期間を18か月前後とし、亜熱帯はウイスキー造りには向かない、熟成期間は長い方が良質、という常識を覆し高い評価を得ている。

インド
インドではイギリス植民地時代からスコッチ・ウイスキーの製法に準じたウイスキーを製造しており、現在では5大ウイスキーに次ぐ生産量を誇っている。

韓国
韓国では2020年代にスリーソサエティーズディスティラリーが国産シングルモルトウィスキーの出荷を開始。ただし2021年現在、熟成期間が14カ月と極端に短く、かつ高価な製品の提供にとどまっている。
イスラエル
イスラエルでは長年ウイスキーは造られてこなかったが2013年創業のM&H蒸留所がウイスキー造りに挑戦しており、ワールド・ウイスキー・アワード2023では「M&H エレメンツ シェリーカスク」がワールドベスト・シングルモルトウイスキーを受賞している
オセアニア
オーストラリアとニュージーランドではイギリス植民地時代にスコッチ・ウイスキーの製法が伝わり、現代でも少量が生産されている。
アフリカ
南アフリカ共和国ではイギリス植民地時代にスコッチ・ウイスキーの製法が伝わったが、スコットランドよりも温暖なため熟成を短くしている。
タイ・ウイスキー
タイで生産されている蒸留酒。ウイスキーと呼ばれているが、米と糖蜜を主原料とし発酵させたものを蒸留してウイスキーの香りを付けた焼酎類である。通常のウイスキーより甘みが強いのが特徴。
代表的なウイスキーの銘柄は"メコン"、"センソム"、"リージェンシー"、"ブラックキャット"、"ブラックタイ"、"センティップ"などである。一般的な飲み方の外に、特殊なものとして、ストレートを半口とミネラルウォーターを交互に飲む方法、タイ漢方薬などの薬草と混ぜて上記の方法で飲むヤードーンと呼ばれる方法、ペプシコーラやオロナミンCで割る方法などがある。